# Upiór (opowiadanie)
Upiór (ros. Упырь; Oupyr) – fantastyczne opowiadanie grozy autorstwa Aleksieja Tołstoja, które autor opublikował po raz pierwszy w 1841 roku pod pseudonimem Krasnogórski. 

## Treść
Młody rosyjski arystokrata Runiewski bawi się na balu. Nieoczekiwanie jeden z uczestników balu ostrzega go, że niektórzy z gości nie są żywymi ludźmi, lecz upiorami (wampirami). Wskazuje też na młodą ładną dziewczynę, imieniem Dasza, i informuje, że ona wkrótce padnie ofiarą upiorów. Jedną z upiorzyc jest rzekomo babcia dziewczyny. Zaskoczony Runiewski bierze swojego rozmówcę za wariata. Zaczyna się jednak coraz bardziej interesować piękną Daszą i jej rodziną. Wkrótce zaprzyjaźnia się z jej babcią i zakochuje w samej Daszy. Składa też wizytę w ich pałacu. Jednak już w pierwszą noc spędzoną w nowym miejscu, przekonuje się, że w pałacu dzieje się coś niezwykłego.

## Ekranizacje
- Upiór – polski film z 1967 roku
- Upiór (Пьющие кровь) – radziecki film z 1991 roku